# Kefalonia
Kefalonia/Kefallinia er den største joniske ø, på 734.014 km² med 36.450 indbyggere. Øen er tyndt befolket; den er grøn, men ikke frugtbar overalt. Der er flere hundrede vilde blomsterarter og over 60 forskellige orkidéarter. 